# ميخائيل هولت
ميخائيل هولت (بالألمانية: Michael Holt)‏ (1 فبراير 1986 بهازلونه في ألمانيا - ) هو لاعب كرة قدم ألماني في مركز الهجوم. لعب مع هولشتاين كيل ونادي فوبرتال الرياضي ونادي بروسيا مونستر وSSVg Velbert ‏ ونادي مبن ‏.

## وصلات خارجية
- ميخائيل هولت على موقع قاعدة بيانات كرة القدم.إي يو (الإنجليزية)
- ميخائيل هولت على موقع بيانات كرة القدم. دي إي (الألمانية)
- ميخائيل هولت على موقع عالم كرة القدم.نت (الإنجليزية)